# Heike Petra Karbstein
Heike Petra Karbstein, geb. Karbstein, bis 2017 Schuchmann, (* 1965 in Bruchsal) ist eine deutsche Ingenieurin und Professorin für Lebensmittel-Verfahrenstechnik am Karlsruher Institut für Technologie.

## Leben
Karbstein absolvierte von 1984 bis 1989 ein Studium des Chemieingenieurwesens an der TH Karlsruhe, welches sie mit einer Diplomarbeit über „Theoretische und experimentelle Bestimmung der Grenzdispersitäten beim Emulgieren in Kolloidmühlen“ abschloss. In der anschließenden Doktorarbeit bis 1994 bearbeitete sie das Thema „Herstellung und Stabilität von Öl-in-Wasser-Emulsionen“.
Nach ihrer Promotion zum Dr.-Ing. verbrachte sie zwei Jahre bis 1997 bei der BASF in Ludwigshafen als Entwicklungsingenieurin in der zentralen Forschungsabteilung, bevor sie 1998 zu Nestlé in Orbe wechselte.
2000 kehrte sie an die Universität Karlsruhe zurück, wo sie bis 2001 habilitierte. Während dieser Zeit wurde sie von der DFG mit einem Stipendium unterstützt. Anschließend arbeitete sie bis 2004 bei der Forschungsanstalt für Ernährung und Lebensmittel in Karlsruhe, bevor sie schließlich im April 2004 Helmar Schubert auf den Lehrstuhl für Lebensmittelverfahrenstechnik folgte.

## Haupttätigkeitsfelder
Karbstein arbeitet auf den Feldern
- Lebensmittelverarbeitung, wozu verschiedenste Techniken zur Haltbarmachung[3] und industriellen Aufarbeitung gehören.
- Qualitätssicherung. Dazu gehören diverse Analyseverfahren und Entwicklungen zur Messtechnik.
- Optimierung der Produktionsverfahren für konkrete Lebensmittel.[4]

## Ehrungen
1997 erhielt Heike Karbstein den Arnold-Eucken-Preis der Gesellschaft für Verfahrenstechnik und Chemieingenieurwesen im VDI für grundlegende Arbeiten auf dem Gebiet der Emulgiertechnik.